# Frederik Krag
Frederik baron Krag (4. eller 6. marts 1655 i Flensborg − 24. september 1728 på Stensballegård) var en dansk adelsmand, embedsmand og vicestatholder i Norge. Han var bror til Palle Krag.

## Karriere
Krag var søn af gehejmeråd Erik Krag (1620–1672) og Vibeke Pallesdatter Rosenkrantz til Dansted (født ca. 1629 – død efter 1688).
Som tyveårig deltog han som kavaler i en diplomatisk delegation ved fredsforhandlingerne i Paris og senere i Nijmegen. Senere blev han 1678 kammerjunker hos dronningen, 1683 ceremonimester og var 1685-88 envoyé extraordinaire i Nederlandene. 1697 blev han gesandt i Stockholm.
Alt imens han udviklede Stensballegård, steg han hurtigt til højere stillinger i den danske statsforvaltning. Han modtog Dannebrogordenen i 1708, blev gehejmeråd i 1712 og var stiftbefalingsmand i Viborg Stift og amtmand i Hald Amt fra 1695 til 1713.
I 1713 blev han udnævnt til vicestatholder i Norge, et embede han ifølge Dansk Biografisk Leksikon "beklædte til 1721 under vanskelige Forhold, som han dog ikke var voxen".

## Ægteskab og godsejer
Han blev udnævnt til baron i 1684 efter sit ægteskab med Hedevig (Helvig) Eleonore Juel (1662 – 1686) året før. Hun døde i barselseng med sit andet barn i 1685, og Krag giftede sig med Charlotte Amalie (1672 – 1703), eneste datter af Peder Griffenfeld. Med hende fik han 10 børn. Efter hendes død i 1703 giftede han sig med Edele Nielsdatter Krag (1686 – 1751).
Frederik Krag lod Stensballegård ombygge, og ved køb erhvervede han den nærliggende lille hovedgård Værholm. Derudover ejede han øen Endelave, som han 1695 havde fået udlagt fra kronen, og der opførte han gården Edelsholm og ombyggede delvis kirken. En skole lod han opføre i Stensballe by. Efter hans testamente oprettedes 1748 af hans døtre Vibeke Cathrine og Charlotte Amalie et stamhus af Stensballegård, Værholm og Endelave.
Frederik Krag, Charlotte Amalie og hendes forældre hviler sammen i et åbent gravkapel i Vær Kirke ved Horsens. Det var Charlotte Amalie, der fik bragt sin fars kiste fra Norge og morens fra København til den sidste hvile i Krags familiekapel.

## Gengivelser
- Pastel af Bernard Vaillant ca. 1676 (forhen Frijsenborg)
- Portrætmaleri af Jacob Coning (Det Nationalhistoriske Museum på Frederiksborg Slot), kopi i ordensdragt (Gisselfeld) og i hel figur (forhen Stensballegård)
- Portrætmaleri på epitafium (Vær Kirke)